# Église Saint-Basile d'Étampes
Pour les articles homonymes, voir Église Saint-Basile.
L'église Saint-Basile est une église paroissiale de culte catholique, dédiée à saint Basile de Césarée, située dans la commune française d'Étampes et le département de l'Essonne.

## Situation
L'église Saint-Basile est située en bordure de l'ancien tracé de la route nationale 20 de Paris à Orléans à proximité du centre-ville d'Étampes, face à l'hôtel dit de Diane de Poitiers, en contrebas du château d'Étampes. Insérée dans le quartier le plus riche de la ville, elle était vouée au service paroissial, tandis que la collégiale Notre-Dame-du-Fort, distante de seulement 300 m, était l’église seigneuriale dont l'église Saint-Basile servit de chapelle paroissiale.

## Historique
L'église est construite aux alentours de l'an 1020 à la demande de Robert II en complément de la collégiale Notre-Dame-du-Fort pour les offices populaires. L'église est entièrement reconstruite au XIIe siècle entre 1125 et 1145 avec les nouveaux portails, clocher, chevet, chœur et transept, restaurés au XVe siècle et XVIe siècle.
En 1226, l'église devient paroissiale, mais la consécration n'intervient qu'en 1497 par Tristan de Salazar. C'est aussi au XVe siècle que la nef, le transept et le chœur sont rehaussés. Les collatéraux sont eux modifiés au XVIe siècle. L'église n'a jamais été terminée, comme l'atteste l’épitaphe datée de 1559, visible sur un médaillon du chevet : FAXIT DEUS PERFICIAR (fasse Dieu que les autres continuent).
À la Révolution, l'église est transformée en salpêtrière, un orgue est ajouté en 1848, la chapelle de la Vierge en 1849 et celle de Saint Joseph en 1863. En 1862, l'église est classée aux monuments historiques,.

## Description
L'église Saint-Basile est construite essentiellement en calcaire dans un style roman selon un plan allongé à trois vaisseaux et chevet plat. La partie inférieure est en pierre de taille, la partie supérieure en moellon à dominante de calcaire d’Étampes, de qualité trop médiocre pour la construction. Seuls les contreforts le long de la rue de la République sont en grès. Une tourelle en brique permet l'accès au clocher, le tout étant couvert d'ardoise. La nef et les bas-côtés sont dominés par des voûtes à croisée d'ogives quadripartites dont les clefs de voûte sont aux armes d'Anne de Bretagne.
Des travaux du XIIe siècle subsistent le portail les parties basses du transept et du chœur, la tour de croisée et la partie basse de la nef. Au XVe siècle, elle est surhaussée avec le chœur et le transept. Sur le portail, des coquilles Saint-Jacques rappellent que l'église est située sur la Via Turonensis.
Un orgue de style romantique provient d'une abbaye de Provins, un haut-relief représentant le chemin de croix, des reliefs présentant le baptême, la lapidation de Saint Étienne et la Passion décorent l'édifice. Les fonts baptismaux en marbre, le confessionnal, la chaire en chêne, l'autel la meuble. Trois cloches nommées Louise, Marie et Caroline en bronze datant de 1829 sont présentes dans le clocher.
Les boiseries du XVIIIe siècle du tambour de porte proviennent de l'ancien salon de musique du château d'Andonville qui fut détruit au XIXe siècle.

## Personnalités
- Jacques Guillaume Simoneau (1740-1792), maire d'Étampes assassiné pendant la Révolution française, né à Étampes 14 janvier 1740, a été baptisé en l'église Saint-Basile le même jour[13]. Après son assassinat survenu le 3 mars 1792, ses obsèques également célébrées en l'église Saint-Basile le 4 mars 1792[14].

- Étienne Geoffroy Saint-Hilaire (1772-1844), célèbre naturaliste français né à Étampes le 15 avril 1772, a été baptisé en l'église Saint-Basile le 17 avril 1772[15].

## Galerie

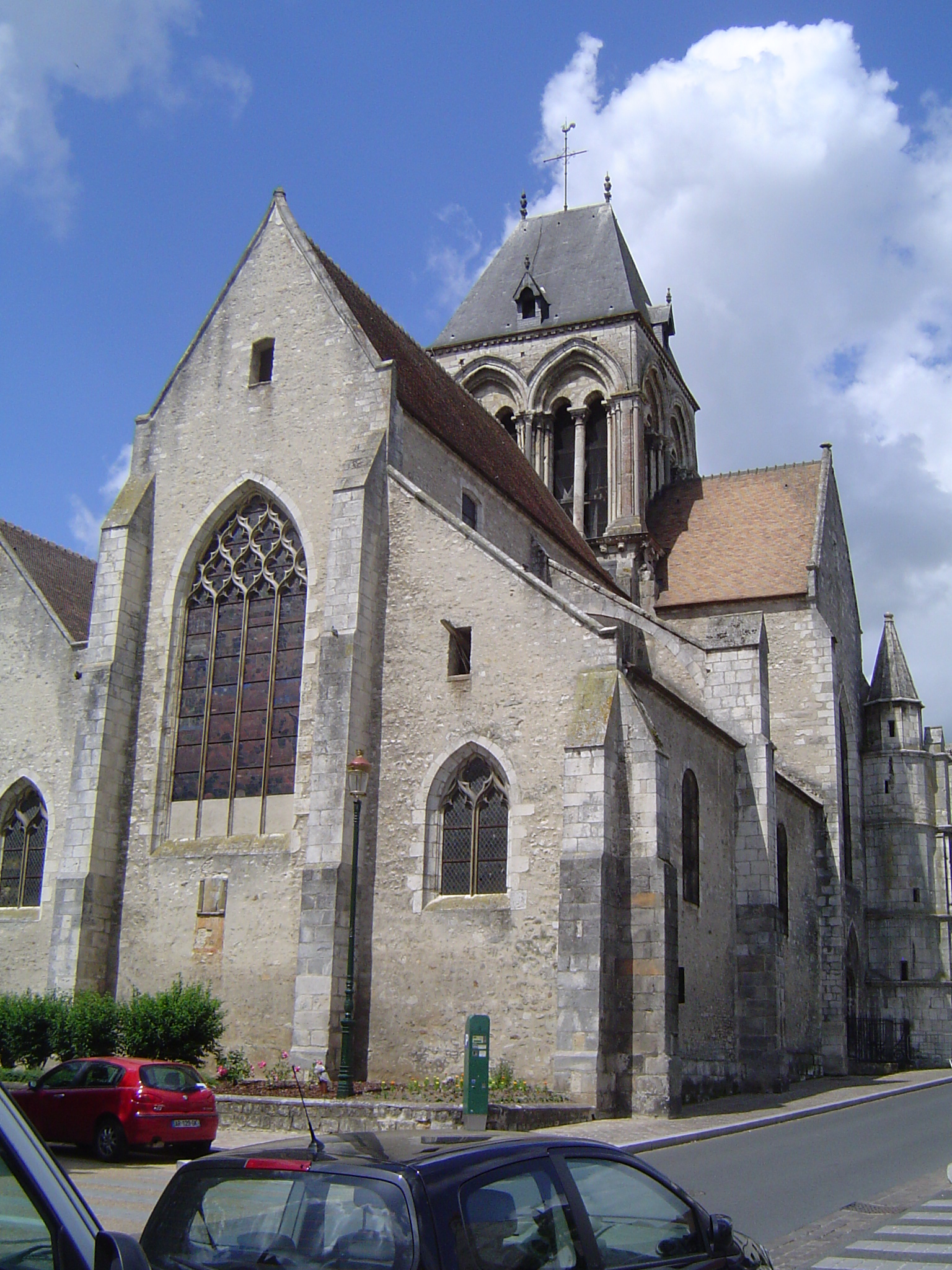
Vue de la façade orientale et du clocher.
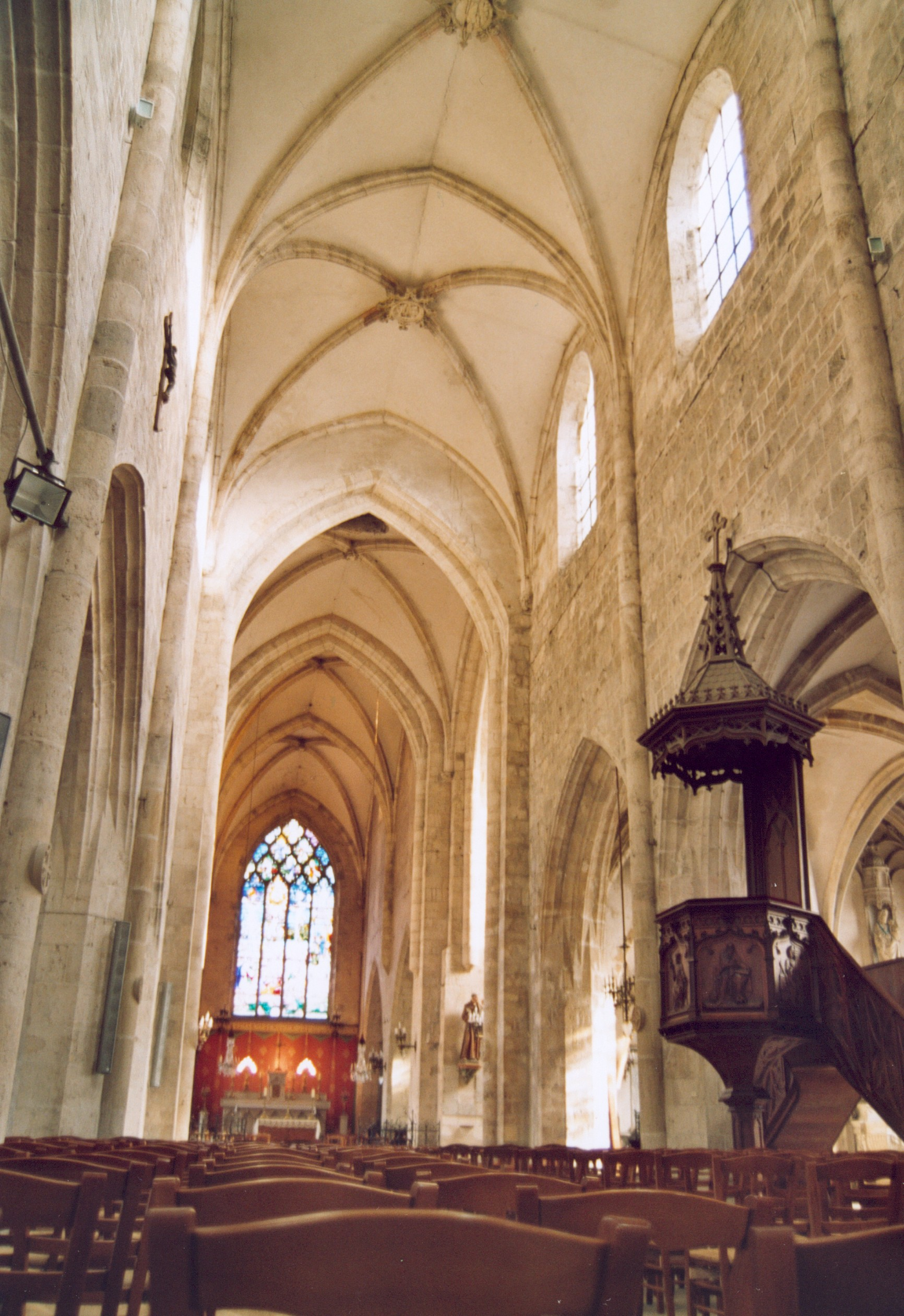
La nef.
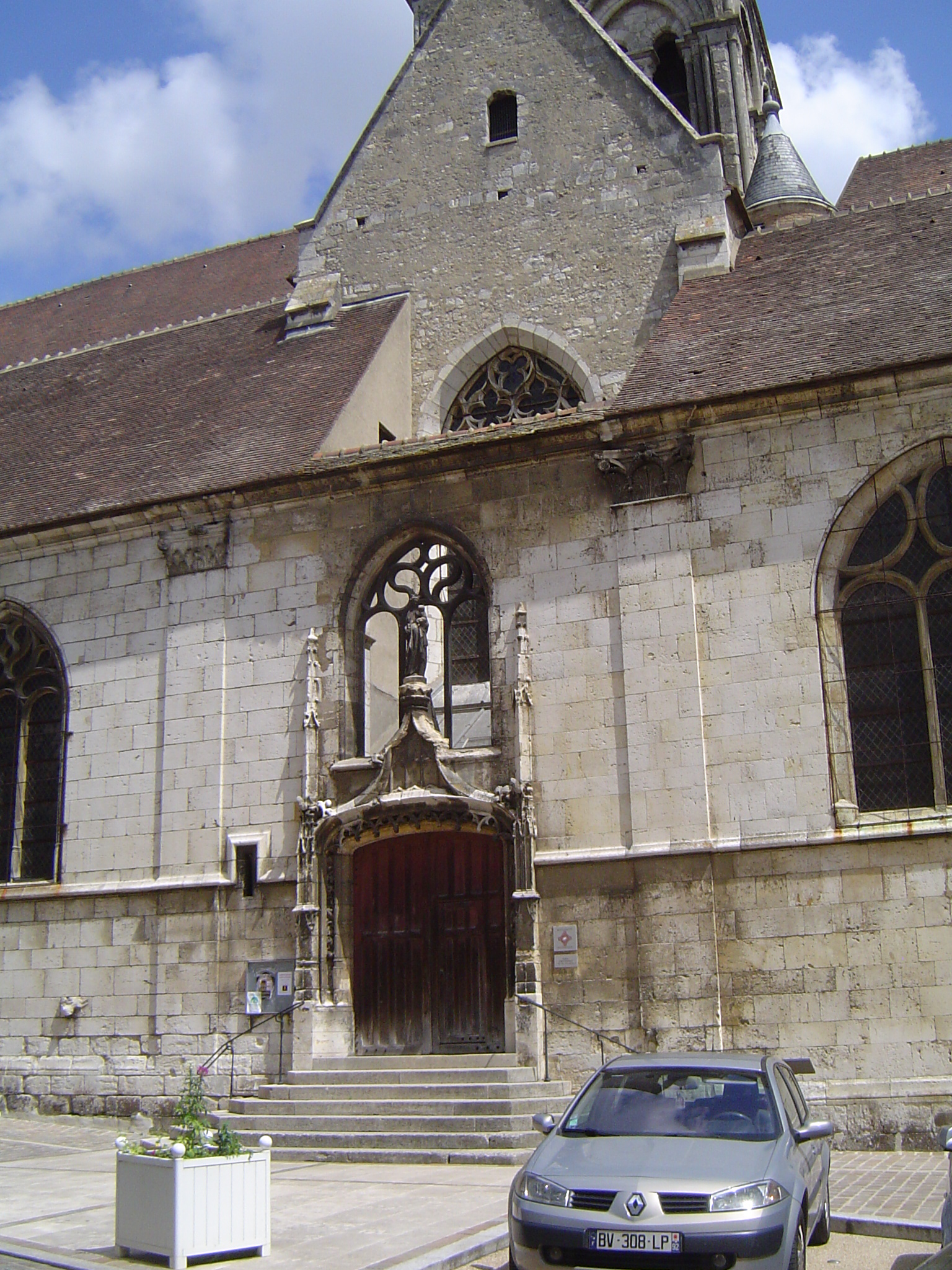
La porte latérale de style Renaissance[16].
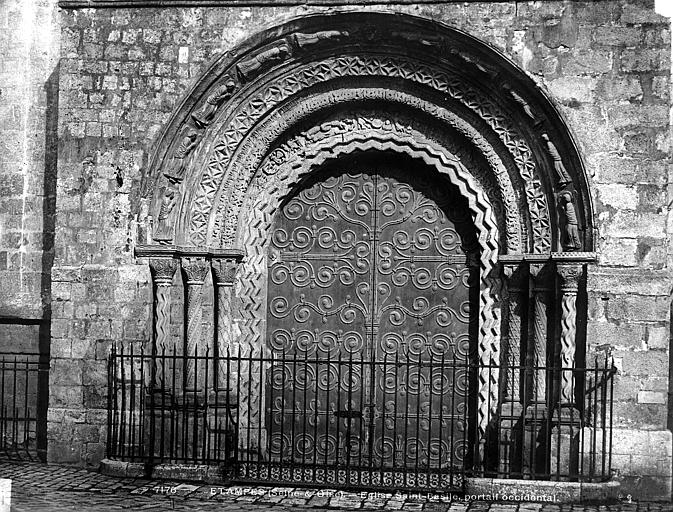
Portail de style roman mais très composite[17].